# Eduardo Pitta
Eduardo Pitta (Lourenço Marques, Mozambique, 9 de agosto de 1949-Torres Vedras, 25 de julio de 2023)  fue un poeta, novelista, ensayista y autor de artículos periodísticos portugués. 

## Carrera
Vivió en Mozambique hasta noviembre de 1975. Empezó a escribir en 1967. Escribió diez libros de poesía, una trilogía de cuentos, una novela, dos diarios, cinco volúmenes de ensayo y um volumen de memorias (1975-2001). Además del cuento El Estratagema, publicado en un volumen colectivo (2008), ha publicado varios cuentos en la revista Egoísta
En su obra Fractura, ensayo sobre la condición homosexual en la literatura portuguesa contemporánea, analiza las represensationes de la homosexualidad nacional desde una perspectiva que no elude la negociación de las identidades sexuales. Asimismo, colabora en publicaciones literarias de índole diversa.

## Obras

### Poesía
- Sílaba a Sílaba (1974)
- Um Cão de Angústia Progride (1979)
- A Linguagem da Desordem (1983)
- Olhos Calcinados (1984)
- Archote Glaciar (1988)
- Arbítrio (1991)
- Marcas de Água (1999)
- Poesia Escolhida (2004)
- '¿Y si todo, de repente?' / Antología española trad. Antonio Sáez Delgado (2011)
- Desobediência (2011)

### Narrativa
- Persona (2000, edición revisada en 2007)
- Cidade Proibida (2007)
- Devastação (2021)

### Ensayo y crítica
- Comenda de Fogo (2002)
- Fractura. A Condição Homossexual na Literatura Portuguesa Contemporânea (2003)
- Metal Fundente (2004)
- Intriga em Família (2007)
- Aula de Poesia (2010)
- Pompas Fúnebres (2014)

### Diario y memorias
- Os Dias de Veneza (2005)
- Cadernos Italianos (2013)
- Um Rapaz a Arder (2013)